# Troickij híd
A Troickij híd (Троицкий, azaz Szentháromság híd) Moszkva valószínűleg legrégibb kőhídja, az egykori Nyeglinnaja folyó felett vezetett a Kreml barbakánja, a Kutafja torony és a Troickaja torony között. Ma a Kreml látogatói, a turisták számára szolgáló legfontosabb bejárathoz vezet.

## Története
Ivan Jegorovics Zabelin orosz történész szerint a kőhíd 1367-ben épülhetett, a Kreml első kőfalainak felépítésével egyidejűleg. Első írásos említése 1475-ből származik. A kőhíd helyére Aloisio da Carcano olasz építész irányításával 1516-ban építettek kilenclyukú téglahidat. Akkoriban a kapuval együtt Rizopolozsenszkij volt a neve a Kreml egyik temploma, a Rizopolozsenyije-templom (a Szűzanya köpenye elhelyezésének temploma) nyomán.
A híd egyes ívei alatt a víz nem tudott átfolyni, így a szerkezet gátként működött és felette duzzasztott tó alakult ki. Hasonló tó jött létre feljebb, a Voszkreszenszkij hídnál is. A Nyeglinnaja folyónak ezek a duzzasztott tavai erősítették a Kreml védelmi képességeit. 
A Troickij híd kötötte össze a Kremlt a korabeli Moszkva Belij gorod (Fehér város) nevű, kereskedők és kézművesek által lakott városrészével, valamint az egész Zanyeglimenyje városrésszel, azaz a Nyeglinnaja folyón túli területekkel. Ebben az irányban vezetett az út az északnyugatra és nyugatra vezető országutakhoz. 
1598 április 30-án ezen a hídon fogadták a papság, katonaság és a polgárság képviselői Borisz Godunov megválasztott cárt.
Az 1812-es nagy moszkvai tűzvész után az egész akkori Moszkvára kiterjedő rekonstrukciós munkálatokat végeztek. Ezek keretében a Nyeglinnaja folyót a föld alá vitték, így a Troickij híd elvesztette jelentőségét átkelőhelyként, de megmaradt a Kreml egyik legfontosabb bejáratának és az Alekszandrovszkij szad, a Sándor-kert díszének. 
A hidat története során számos alkalommal alakították, restaurálták, átépítették. Mai alakját egy 1901-es újjáépítés során nyerte el. 1975-ben műemléki restaurációt végeztek, ekkor szabadították meg a híd délnyugati oldalát az oda nem illő hozzáépítésektől. Azóta csak kozmetikai jellegű javításokra került sor. 

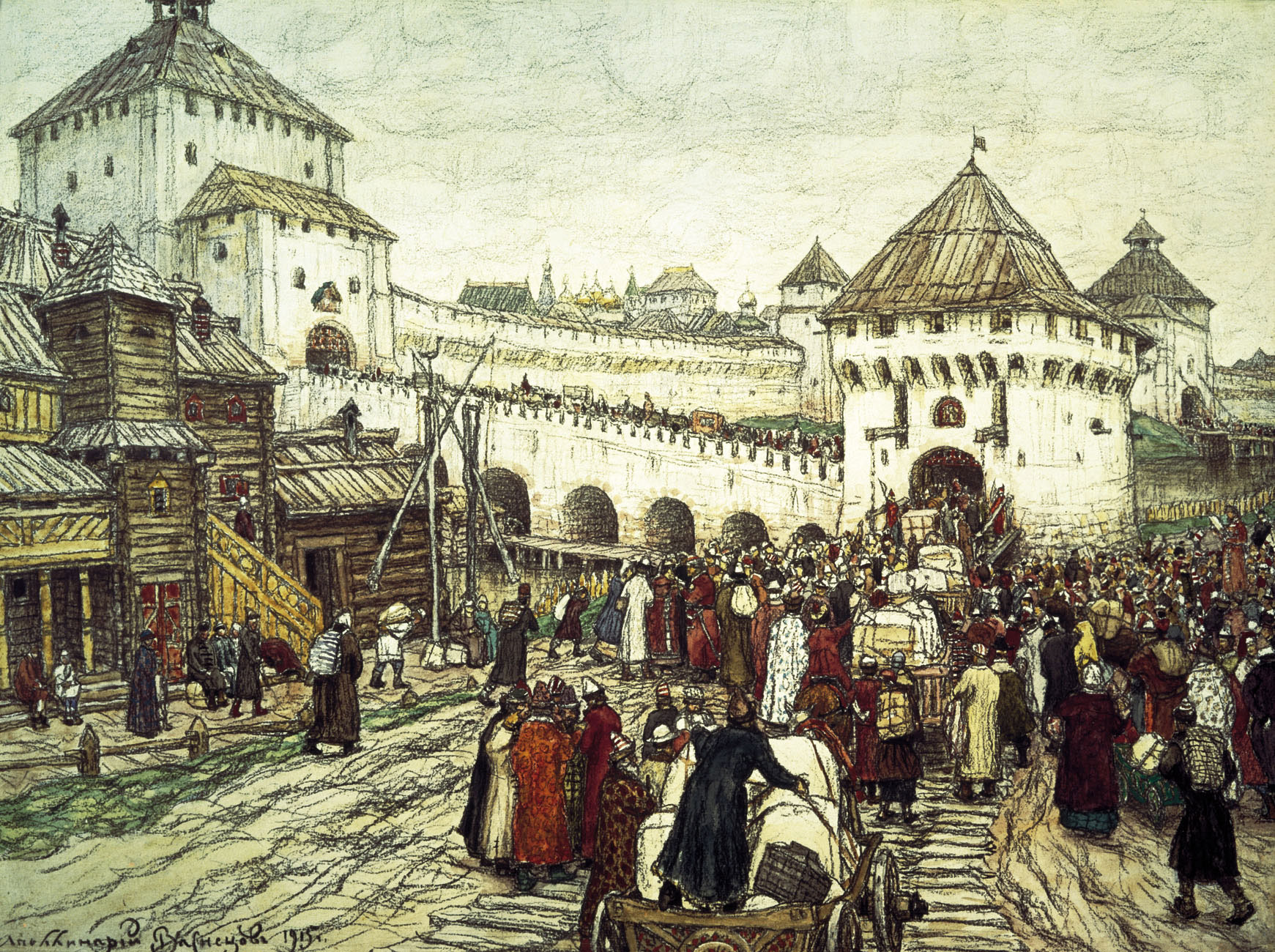
A középkori Troickij híd ábrázolása Apollinarij Mihajlovics Vasznyecov festményén

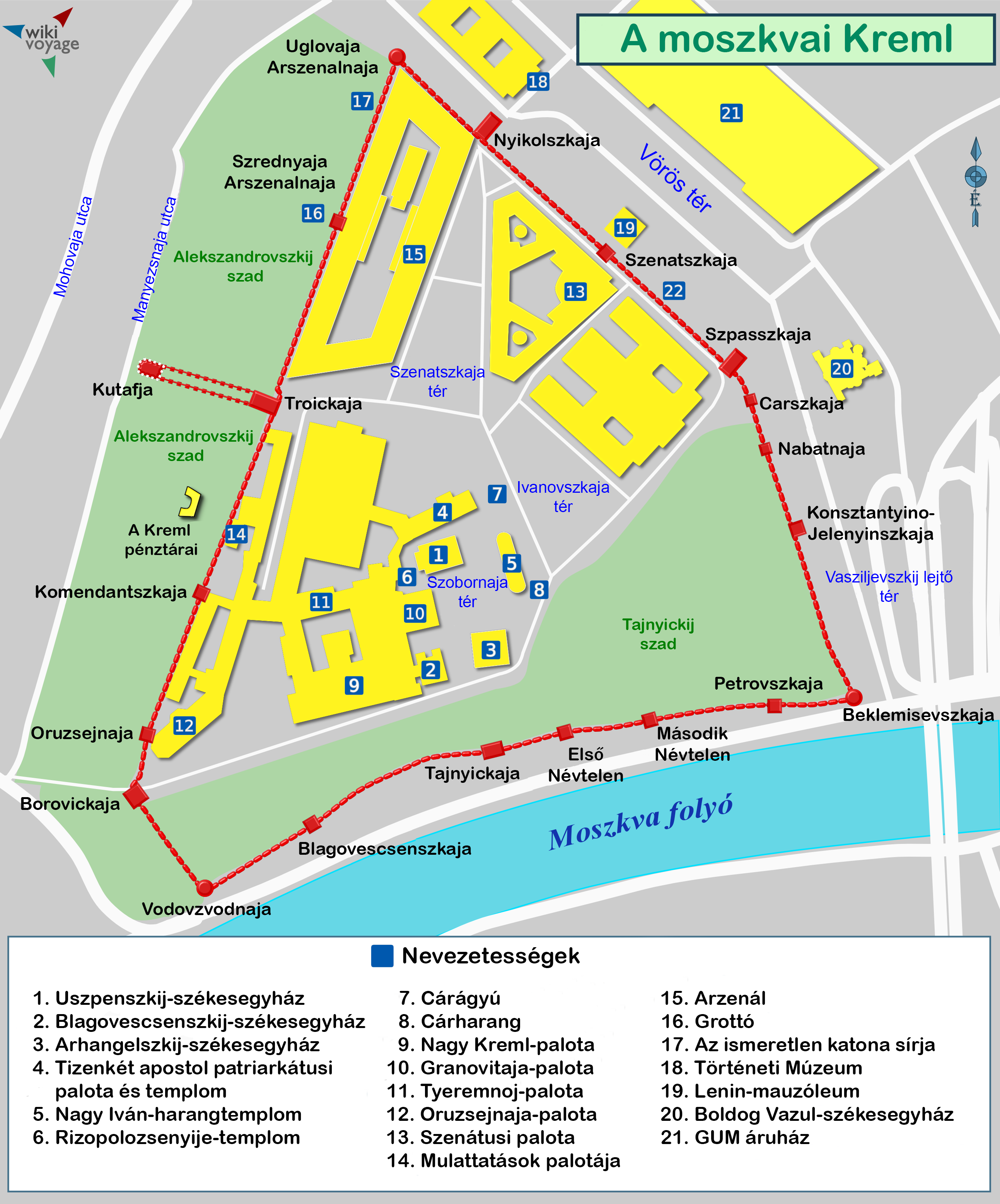
A Kreml látnivalóinak vázlatos térképe, a Troickij híd balra középen

## Fordítás
- Ez a szócikk részben vagy egészben  a(z)   Кузнецкий мост (Москва) című orosz Wikipédia-szócikk ezen változatának fordításán alapul.  Az eredeti cikk szerkesztőit annak laptörténete sorolja fel. Ez a jelzés csupán a megfogalmazás eredetét és a szerzői jogokat jelzi, nem szolgál a cikkben szereplő információk forrásmegjelöléseként.

## Kapcsolódó szócikk
- Kuznyeckij híd